# 穀笠合作社
穀笠合作社是台湾南投县埔里镇的一家民间社团，前身是「內埔農業後援會」，2012年起因為關心埔里“農地不農用”的議題，進入農村進行訪調。2013年初，為了更貼近農友的生活，以學習穀東制在埔里內埔社區租地共耕，以一分地的水稻田作為學習場域，請內埔社區的廖志寬農友和籃城社區的賴克祥農友作為耕作一分水稻田的田間老師，學習友善土地的耕作方法。2014年2月成立「穀笠合作社」，鼓勵農友轉作不灑農藥的米，希望與農友近身互動的陪伴方式，適時與農友一起克服轉作無毒稻作的困難，並且以豐收共享、歉收共擔的“穀東預購制”作為銷售方式。
「穀笠合作社」從關注台灣在地農業議題起家，同時也關注農村人口外流、農作物產銷友善與否等議題

。暨南大學教师陳惠民、楊志彬曾共同分析暨南大學與埔里在地的互動關係，發想出「籃城好生活」的構想：如果有年輕人住進人口流失的籃城社區，年輕人的活力會為社區帶來什麼樣的可能？年輕人住進一個有文化底蘊的農村社區，年輕人可以向在地學習到什麼？2013年4月三位內埔農業後援會的核心成員，因為認同“籃城好生活”

的理念，自願住進同樣面臨人口外流的農村社區社區——籃城，將租屋處一樓作為工作室，亦開放為公共空間，歡迎想認識農村、體驗農村的年輕人來認識籃城社區，也分享年輕人在埔里參與的農業行動經驗，以“籃城好生活”作為有興趣認識農業的年輕人，以及有志回農村務農的年輕人交流的平台。在農村生活從體驗農村生活，進而開始思考到未來：喜歡農村、想留在農村，但之後如何在農村討生活？務農是農村的命脈，但除了務農年輕人在農村生活是否還有其他可能？
穀笠合作社在2013年、2014年連續獲得中華民國教育部的“青年行動社區參與計畫”支持，除了協助農友轉作、銷售不灑農藥的米，同時也是一個農村青年自立平台，探索、創造年輕人在農村維持生計的可能性。另外，也與農村建立起農夫體系之間的人際網絡，作為年輕人回到或留在埔里務農的支持網絡，分享共同學習務農的經驗、陪伴沒有任何農村社會資本的年輕人，度過進入農村的徬徨無助期。

## 外部連結
- 榖笠合作社部落格 （页面存档备份，存于）